# Bartensteingasse

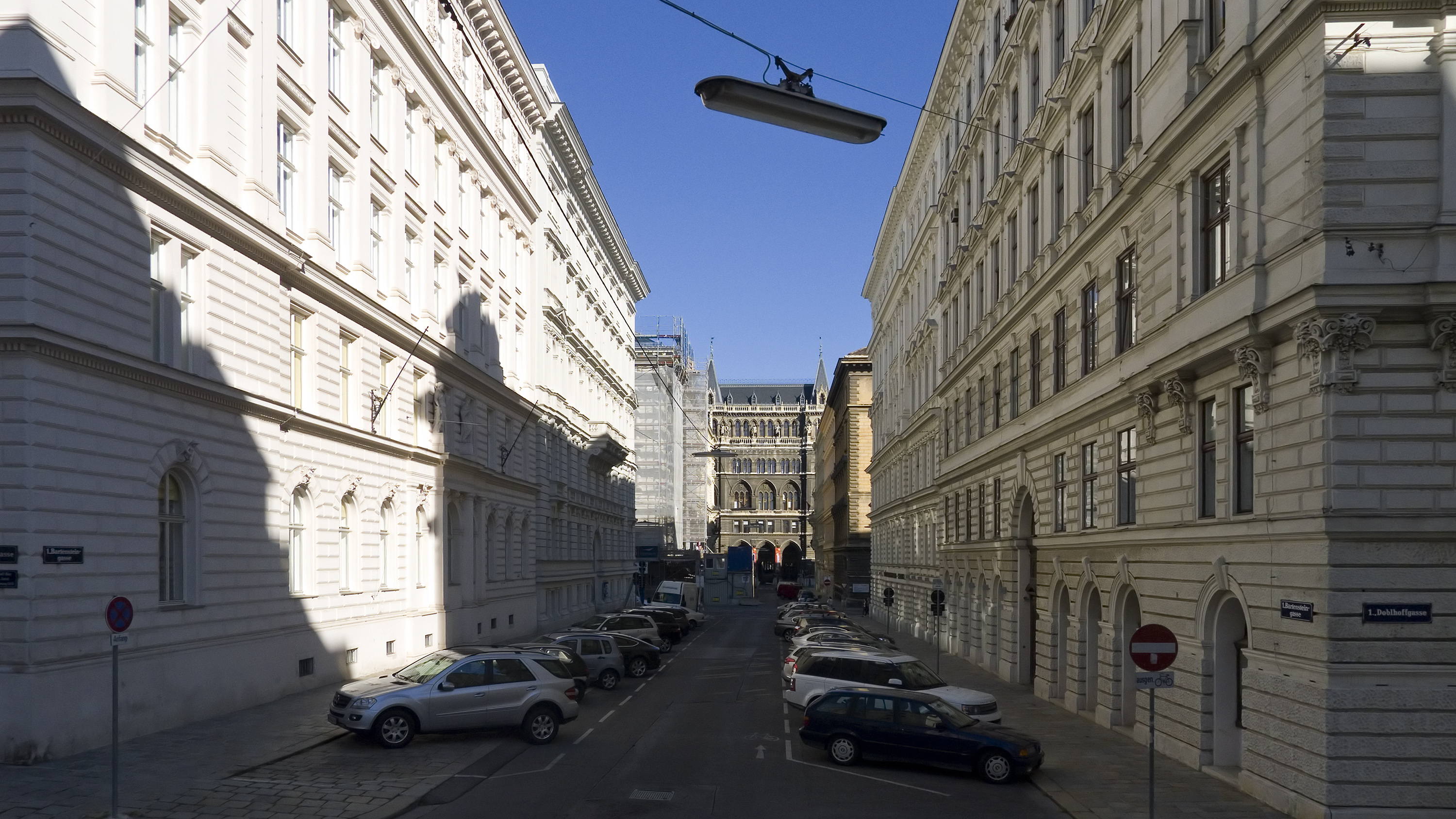
Bartensteingasse bei der Doblhoffgasse, im Hintergrund das Rathaus

Die Bartensteingasse befindet sich im 1. Wiener Gemeindebezirk Innere Stadt. Sie wurde 1873 nach dem Staatsmann und Diplomaten Johann Christoph Bartenstein benannt.

## Geschichte
Auf dem Gebiet der heutigen Bartensteingasse war ursprünglich das Glacis vor den Stadtmauern Wiens und der Parade- und Exerzierplatz. Ab 1870 wurde die Gegend rund um das neue Wiener Rathaus (Rathausviertel) einheitlich und systematisch verbaut. Die Bartensteingasse wurde 1873 im Zuge dieser Planungen angelegt und benannt. Das letzte Gebäude an der Straße wurde 1887–1888 fertiggestellt.

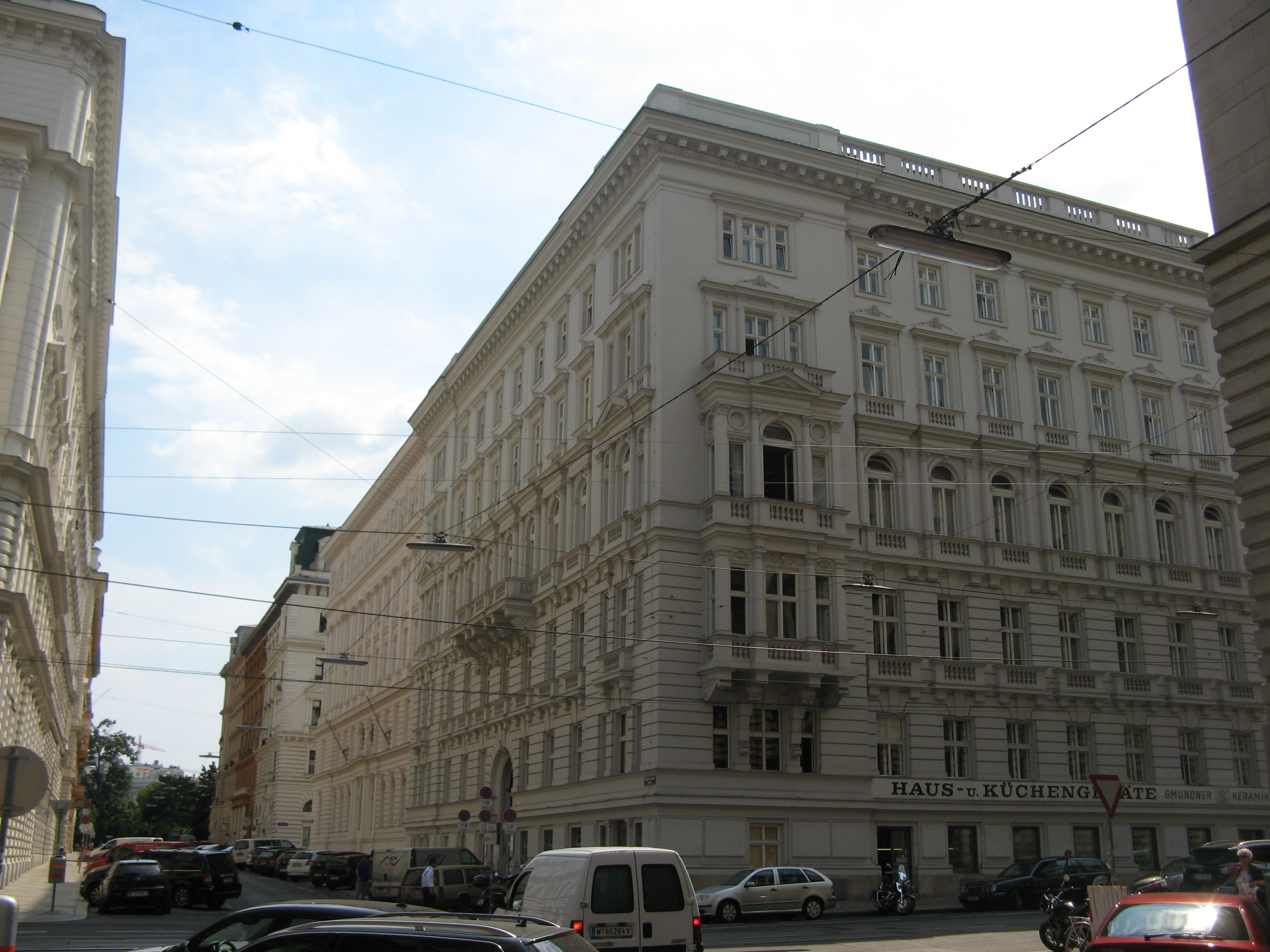
Blick in die Bartensteingasse mit Haus Nummer 9

## Lage und Charakteristik
Die Bartensteingasse verläuft vom Schmerlingplatz nordwärts bis zur Lichtenfelsgasse. Sie wird in umgekehrter Richtung als Einbahnstraße geführt und ist für Radfahrer teilweise in der Gegenrichtung befahrbar. Öffentliche Verkehrsmittel verkehren nicht auf ihr.
Die Verbauung erfolgte einheitlich im strenghistoristischen Stil.

## Gebäude

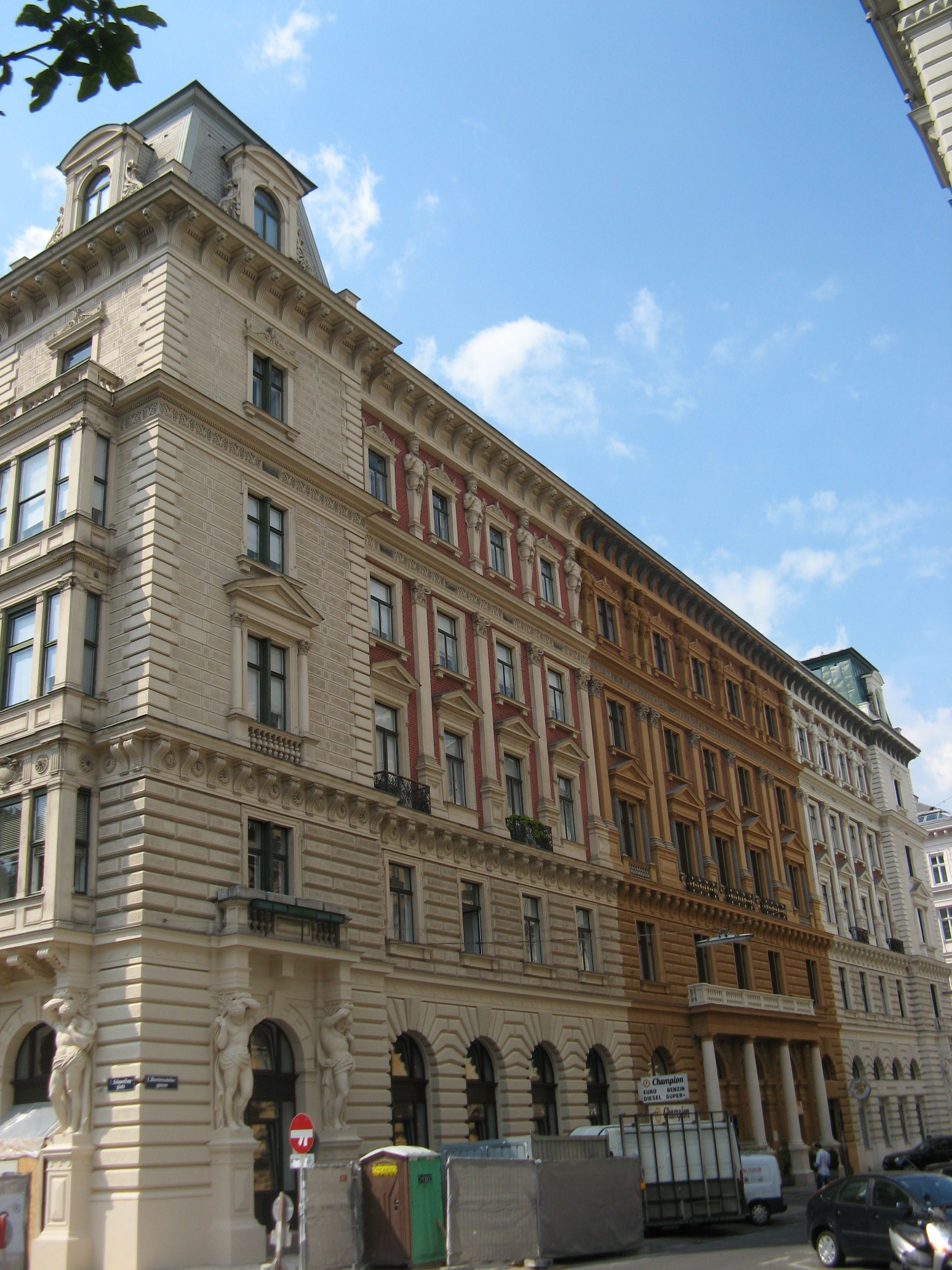
Häuserblock Bartensteingasse 1–5 (1873–1874) von Josef Hudetz und Moritz Hinträger

### Nummer 1–5
Bei diesem Baublock zwischen Bartensteingasse, Doblhoffgasse, Auerspergstraße und Schmerlingplatz handelt es sich um den größten seiner Art im Rathausviertel. Er wurde 1873–1874 von Josef Hudetz und Moritz Hinträger auf unregelmäßigen Grundriss erbaut. Auffällige Gestaltungsmerkmale sind Sichtziegel in den Obergeschoßen, Atlanten im Erdgeschoß der Risalite, Hermen im Attikageschoß, Säulenportale und Eckrisalite mit Pyramidenstumpfdächern. Die Einfahrten sind in unterschiedlicher Weise gestaltet, wie mit Spandrillenfiguren, Friesputten oder Stuckdecken.
Im Haus Nummer 5 befindet sich die Botschaft von Georgien.

### Nummer 2
Dieses Doppelhaus in Formen der Wiener Neorenaissance wurde 1874–1875 von Heinrich Claus und Joseph Gross erbaut. Es liegt am Schmerlingplatz 4–5.

### Nummer 4
Das Miethaus wurde 1875 von Carl Lesk im Stil der Wiener Neorenaissance erbaut. Seine Fassade ist durch additive Giebelfenster gegliedert und besitzt einen Mittelerker.

### Nummer 6
Das strenghistoristische Eckhaus wurde 1874–1875 von Wilhelm Stiassny errichtet. Es liegt an der Doblhoffgasse 3.

### Nummer 7
Die ehemalige Mädchenschule wurde 1877 von Hörner & Dantine erbaut. Sie liegt an der Doblhoffgasse 6.

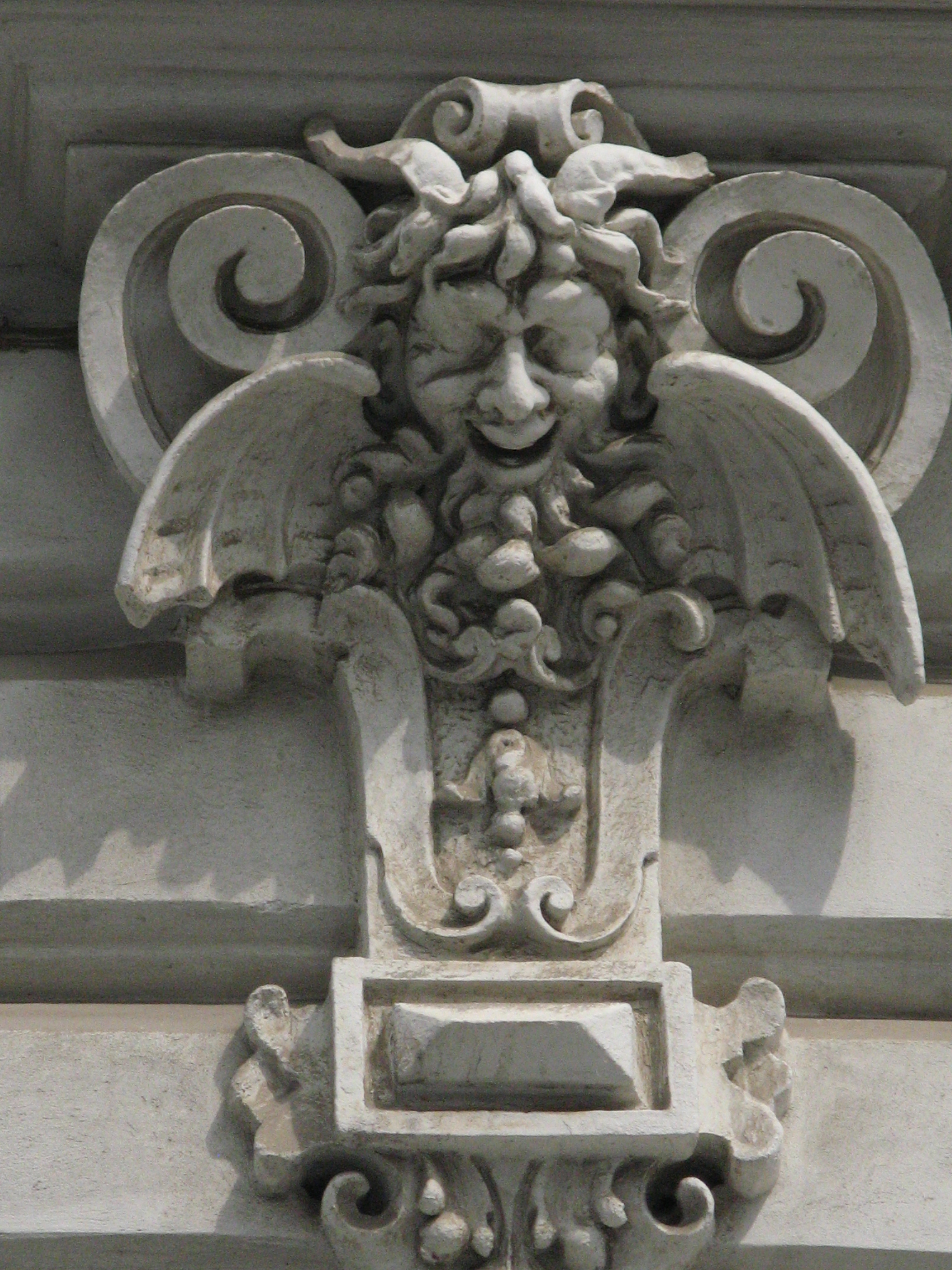
Fratze am Haus Nummer 8

### Nummer 8
Das späthistoristische Eckhaus wurde 1887–1888 von Ludwig Zatzka erbaut. Es besitzt einen Eckrisalit mit Pyramidenstumpfdach und Riesenpilaster mit Fratzenköpfen an den Gesimskonsolen. Die Einfahrt ist durch Pilaster und Kreuzrippengewölbe gegliedert.

### Nummer 9
Das Eckhaus entstand 1883–1884 nach Plänen von Ludwig Tischler für Charles Jung. Es ist im Stil der Wiener Neorenaissance gestaltet. Die Fassade fällt durch einen Eckrisalit mit Erker sowie einem bemerkenswerten Balkon auf. Interessanter ist aber die Innenausstattung. Die Beletage wurde um 1913 von Adolf Loos ausgestattet und ist seit 1991 Sitz der Musiksammlung der Wiener Stadt- und Landesbibliothek (heute Wienbibliothek im Rathaus). Sie besitzt sehr wertvolle Notenhandschriften und Musikdrucke der bedeutendsten österreichischen Komponisten des 18. bis 21. Jahrhunderts. Die ursprüngliche Wohnung bestand aus Salon, Kinderzimmer, Schlafzimmer, Speisesaal und Musiksalon und ist mit gediegenem Mobiliar, Wandverkleidungen, Teppichen und Fenstern bestückt. Im heutigen Lesesaal, dem ehemaligen Musiksalon, befindet sich eine Büste von Arnold Schönberg, die 1907 von Louis Zack geschaffen wurde. In einer Dauerausstellung wird die Geschichte der Wohnung gezeigt.

### Nummer 13
Das Durchhaus erbaute Johann Schieder 1880–1883 im Stil der Wiener Neorenaissance. Es liegt an der Rathausstraße 8.

### Nummer 14
Ludwig Tischler erbaute dieses Haus 1881–1882. Wie auch die anderen Häuser der Straße ist es im Stil der Wiener Neorenaissance gestaltet. Die Fassade ist durch additive Giebelfenster gegliedert und besitzt ein Holztor.

### Nummer 15
Die Seite eines der Arkadenhäuser, Lichtenfelsgasse 5. Es wurde 1883 von Franz von Neumann errichtet.

### Nummer 16
Die Rückseite des Arkadenhauses am Rathausplatz 7–9. Es wurde 1877–1878 von Friedrich von Schmidt und Franz von Neumann errichtet.